# 瓦迪拉巴河
瓦迪拉巴河（英語：Wadi Laba River），是厄立特里亞的河流，河道全長56公里，流域面積2,400平方公里，河口處在馬薩瓦以北，最終注入紅海，平均流量每秒150立方米。